# Dingsymbol
Als Dingsymbol (auch Falkenmotiv) werden in der Literaturwissenschaft leblose Gegenstände, Tiere oder Pflanzen bezeichnet, die in einem literarischen Werk als Symbol oder eine zentrale, leitmotivische Rolle spielen und somit tiefere Sinnzusammenhänge auch strukturell abbilden.
Das bekannteste Beispiel eines Dingsymbols stellt der Falke in der „Falkennovelle“ (V/9) aus Giovanni Boccaccios Decamerone dar: Einem durch opulente, aber vergebliche Brautwerbung verarmten Ritter verbleibt als einzig wertvoller Besitz nur noch sein geliebter Jagdfalke. Als nach Jahren die einst Angebetete zum Essen erscheint, serviert er ihr das edle Tier ehrerbietig, da er nichts anderes mehr hat, das er ihr standesgemäß anbieten könnte. Die Dame war jedoch erschienen, um den Falken für ihren kranken Sohn zu erbitten, der ohne dieses Geschenk nicht genesen könne. Der Junge stirbt daraufhin, die Dame erbt sein Vermögen, das sie bisher nur verwaltete, und heiratet als reiche Frau den verarmten Ritter, der somit wider Erwarten doch noch zum Ziel seiner Wünsche gelangt. Der Falke wird am Wendepunkt der Handlung somit zum Symbol des zentralen Konflikts der Geschichte.
Von dieser „Falkennovelle“ ausgehend, formulierte Paul Heyse die Falkentheorie, die besagt, dass jede Novelle ein zentrales Element analog zu Boccaccios Falken enthalten müsse. Später erweiterte die Forschung diesen Begriff zum Dingsymbol.